# Рассвет (фильм, 2019)
«Рассве́т» — российский фильм ужасов режиссёра Павла Сидорова. Главные роли исполняют Александра Дроздова, Александр Молочников и Анна Слю. Выход в прокат в России состоялся 31 января 2019 года.

## Сюжет
В центре сюжета девушка, чей брат внезапно уходит из жизни, после чего героине регулярно начинают сниться страшные сновидения. Чтобы разобраться в себе, она решает посетить институт сомнологии. Там она вместе с другими людьми погружается в осознанный сон, однако на рассвете просыпается в ином мире, который оказывается ещё ужасней её снов.

## В ролях
- Александра Дроздова — Света Коннова
- Александр Молочников — Кирилл Павловский
- Анна Слю — Лиля Никольская
- Анастасия Куимова — Настя
- Олег Васильков — Виталий Борисович Родионов
- Оксана Акиньшина — Мария Коннова, мама Антона и Светы
- Валерий Кухарешин — Степан Михайлович Лаберин, профессор сомнологии
- Кузьма Котрелев — Антон
- Мирослав Пенцов — Антон в детстве

## Критика
Фильм получил средние оценки кинокритиков. Обозреватель InterMedia Денис Ступников писал: «У «Рассвета» есть все шансы лечь в основу новой вселенной по типу знаменитого «Заклятья». Часть неразгаданных загадок фильма получит свое развитие в готовящемся приквеле «Секта», который, будем надеяться, повлечет за собой и другие вариации на заданную тему».

## Саундтрек
В качестве ведущей темы была использована композиция «Сказка» витчхаус-дуэта IC3PEAK, которой близка идущая через весь фильм хоррор-эстетика.